# Diputación Provincial de Málaga
La Diputación Provincial de Málaga es una institución pública que presta servicios directos a los ciudadanos y presta apoyo técnico, económico y tecnológico a los ayuntamientos de los 103 municipios de la provincia de Málaga, en la comunidad autónoma española de Andalucía. Además, coordina algunos servicios municipales y organiza servicios de carácter supramunicipal. Tiene su sede institucional en la capital de la provincia, la ciudad de Málaga.

## Historia
La Diputación de Málaga fue creada en 1836, como consecuencia de la organización de España en provincias. En aquella época ejerció competencias en materia de obras públicas, educación, beneficencia, así como funciones intermedias entre los municipios y la administración del estado.
El 26 de abril de 1979 se constituyó como organismo democrático a la par del proceso de transición que se desarrollaba en España.

## Composición
Integran la Diputación Provincial, como órganos de Gobierno de la misma, el presidente, los vicepresidentes, la Corporación, el Pleno y las Comisiones informativas.
El presidente actual es José Francisco Salado Escaño.

### Histórico de presidentes desde 1979
| Legislatura      | Partido político             | Partido político | Presidente de la Diputación    | Nombramiento | Cese |
| ---------------- | ---------------------------- | ---------------- | ------------------------------ | ------------ | ---- |
| I legislatura    |                              | PSOE             | Enrique Linde Cirujano         | 1979         | 1982 |
| I legislatura    | Luis Pagán Saura             | PSOE             | 1982                           | 1983         |      |
| II legislatura   | Luis Pagán Saura             | PSOE             | 1983                           | 1987         |      |
| III legislatura  | Antonio Maldonado Pérez      | PSOE             | 1987                           | 1991         |      |
| IV legislatura   | José María Ruiz Povedano     | PSOE             | 1991                           | 1995         |      |
| V legislatura    |                              | PP               | Luis Alberto Vázquez Alfarache | 1995         | 1999 |
| VI legislatura   |                              | PSOE             | Juan Fraile Cantón             | 1999         | 2003 |
| VII legislatura  | Salvador Pendón Muñoz        | PSOE             | 2003                           | 2007         |      |
| VIII legislatura | Salvador Pendón Muñoz        | PSOE             | 2007                           | 2011         |      |
| IX legislatura   |                              | PP               | Elías Bendodo Benasayag        | 2011         | 2015 |
| X legislatura    | 2015                         | PP               | Elías Bendodo Benasayag        | 2019         |      |
| XI legislatura   | José Francisco Salado Escaño | PP               | 2019                           | 2023         |      |
| XII legislatura  | José Francisco Salado Escaño | PP               | 2023                           | Presente     |      |

### Corporación provincial

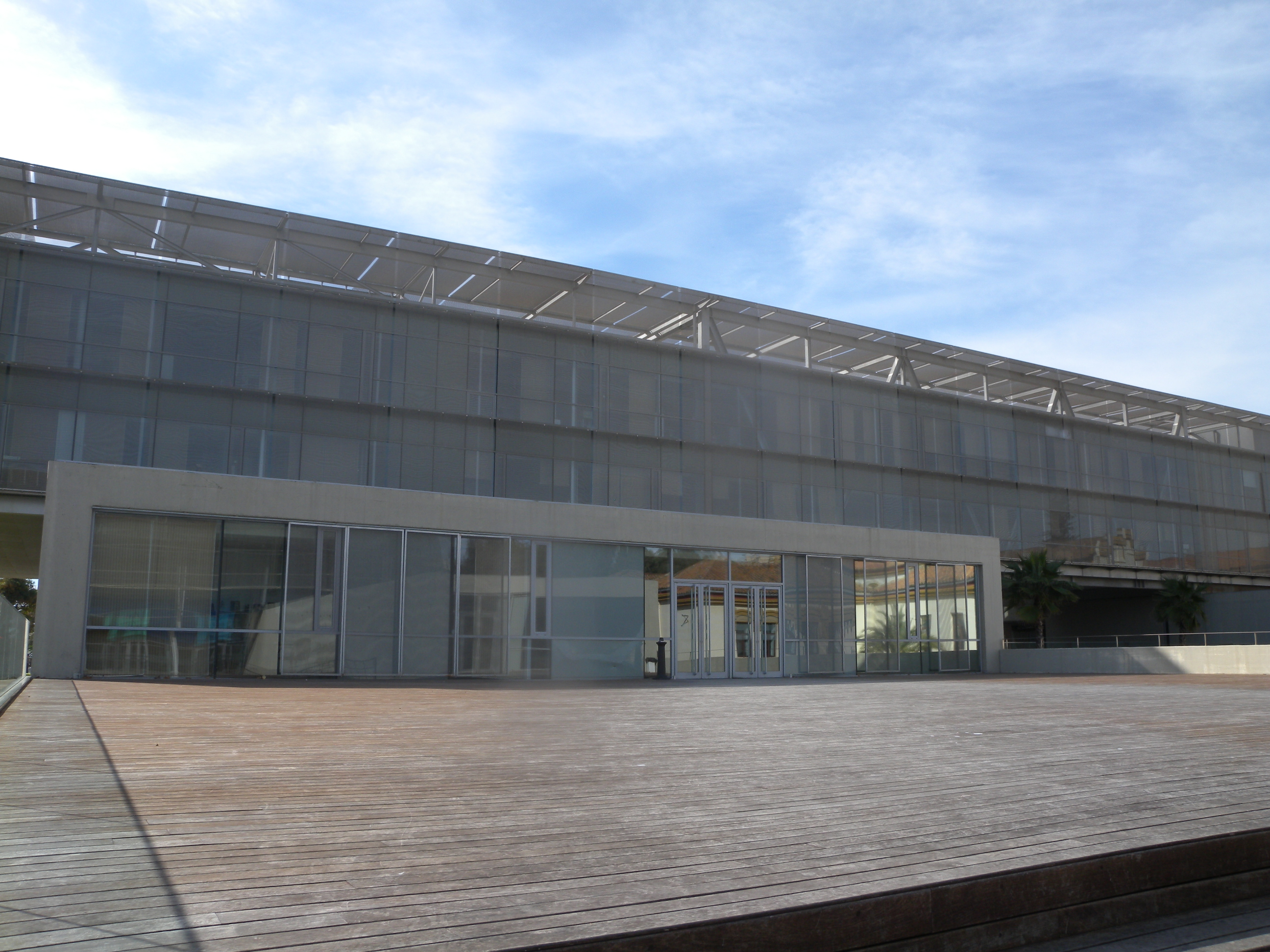
Palacio Provincial

La Diputación de Málaga, se compone de 31 diputados provinciales que son elegidos por los distintos partidos judiciales de la provincia de Málaga en razón a los resultados conseguidos por los distintos partidos en relación con la representatividad de concejales en los Ayuntamientos una vez constituidos estos resultando de las elecciones municipales. Estos diputados forman el pleno de la corporación, máximo órgano de gobierno de la administración provincial. El pleno se divide en grupos políticos atendiendo al reparto en partidos políticos.
| Actual distribución de la Diputación tras las elecciones municipales de 2023 | Actual distribución de la Diputación tras las elecciones municipales de 2023 | Actual distribución de la Diputación tras las elecciones municipales de 2023 | Actual distribución de la Diputación tras las elecciones municipales de 2023 | Actual distribución de la Diputación tras las elecciones municipales de 2023 |
| Partido político                                                             | Votos                                                                        | %                                                                            | Diputados                                                                    |                                                                              |
| ---------------------------------------------------------------------------- | ---------------------------------------------------------------------------- | ---------------------------------------------------------------------------- | ---------------------------------------------------------------------------- | ---------------------------------------------------------------------------- |
| Partido Popular Andaluz (PPA)                                                | 308.252                                                                      | 44,90%%                                                                      | 18                                                                           |                                                                              |
| Partido Socialista Obrero Español de Andalucía (PSOE-A)                      | 194.717                                                                      | 28,36%                                                                       | 10                                                                           |                                                                              |
| Vox (VOX)                                                                    | 47.325                                                                       | 6,89%                                                                        | 2                                                                            |                                                                              |
| Con Andalucía-Izquierda Unida (Con Andalucía)                                | 57.019                                                                       | 8,30%                                                                        | 1                                                                            |                                                                              |

#### Distribución de escaños por partidos judiciales
| Partido judicial |    |    |   |   | Diputados |
| ---------------- | -- | -- | - | - | --------- |
| Antequera        | 1  | 1  |   |   | 2         |
| Málaga           | 9  | 5  | 1 | 1 | 16        |
| Marbella         | 5  | 3  | 1 |   | 9         |
| Ronda            | 1  |    |   |   | 1         |
| Vélez-Málaga     | 2  | 1  |   |   | 3         |
| Total            | 18 | 10 | 2 | 1 | 31        |

### Gobierno provincial
La corporación se divide en delegaciones de área que junto al presidente y los vicepresidentes forman el equipo de gobierno de la Diputación provincial. Los diputados que forman el grupo político con mayor representación eligen al Presidente y este a su vez elige los Vicepresidentes y los delegados. El resto de diputados de los restantes grupos forman la oposición. Además de presidir la institución y el gobierno provincial, el presidente y los vicepresidentes, lo son a su vez del pleno, es decir del órgano parlamentario, al igual que ocurre en la mayoría de ayuntamientos con la figura del Alcalde. A continuación se relacionan los cargos de gobierno de la Diputación de Málaga en el mandato 2015-2019.
| Persona                      | Grupo | Cargo                                                                              |
| ---------------------------- | ----- | ---------------------------------------------------------------------------------- |
| José Francisco Salado Escaño | PP    | Presidente de la Diputación Provincial y Presidente del Pleno y de la Corporación. |
|                              | PP    | Vicepresidente Primero y Coordinador Área de Economía.                             |
|                              | PP    | Vicepresidenta Segunda y Coordinadora Área de Ciudadanía.                          |